# Ronda Rousey
Ronda Rousey (født 1. februar 1987 i Riverside, Californien, USA) er en amerikansk professionel wrestler, judoka, MMA-udøver, skuespiller og forfatter. Rousey har tidligere konkurreret i organisationen Ultimate Fighting Championship hvor hun var mester i bantamvægt fra december 2012 til november 2015. Hun var tidligere mester i organisationen Strikeforce.
Rousey har medvirket i filmene The Expendables 3 og Fast & Furious 7., samt tv-serien Entourage. I starten af 2018 skrev Rousey kontrakt med World Wrestling Entertainment (WWE).
Hun repræsenterde USA ved Sommer-OL 2004 i Athen, hvor hun blev slået ud i omspillet. Hun tog bronze under Sommer-OL 2008.
Den 5. juli 2018, blev Rousey den første kvindelige kæmper, der blev indtaget i UFC Hall of Fame.

## Titelnederlag og efterfølgende nederlag
I sit 7. titelforsvar, mødte Rousey Holly Holm i hovedkampen på UFC 193 den 15. november, 2015. Selvom hun var stærk favorit var Rousey ude af stand til at få Holm ned på gulvet og havde intet modsvar til Holms overlegne slagstyrke. Tidligt i 2. omgang, slog Holm, Rousey ud med et højt spark til halsen og endte Rouseys 3-årige periode som mester. Det var ligeledes hendes første nederlag i karrieren. Efter kampen blev både Rousey og Holm belønnet med Fight of the Night-prisen på $50,000. Hun blev også medicinsk suspenderet af den 18. november, 2015, hvilket inkluderede en ikke-kontakts suspendering i 45 dage og ingen kampe i 60 dage og var afhængig af CT scan resultater, for at få sin suspendering reduceret. She was medically cleared on December 9, 2015.
Efter over et år væk fra sporten, vendte Rousey tilbage for at møde den daværende mester Amanda Nunes den 30. december, 2016 i hovedkampen på UFC 207. Hun tabte kampen via TKO forsaget af slag efter blot 48 sekunder inde i 1. omgang. Rousey havde intet svar til Nunes' lige og overhåndsslags. Sportskribenten Martin Rogers skrev, "Even with all that time to recuperate and prepare, Rousey did not learn an effective jab, the first and most basic tenet of boxing, one of MMA’s core disciplines."

## UFC pay-per-views
(Hovedkamp og co-hovedkamp)
| Dato               | Kamp                               | Event   | Antal købte |
| ------------------ | ---------------------------------- | ------- | ----------- |
| 23. februar, 2013  | Ronda Rousey vs. Liz Carmouche     | UFC 157 | 450,000     |
| 28. december, 2013 | Ronda Rousey vs. Miesha Tate (co)  | UFC 168 | 1,025,000   |
| 22. februar, 2014  | Ronda Rousey vs. Sara McMann       | UFC 170 | 375,000     |
| 5. juli, 2014      | Ronda Rousey vs. Alexis Davis (co) | UFC 175 | 545,000     |
| 28. februar, 2015  | Ronda Rousey vs. Cat Zingano       | UFC 184 | 600,000     |
| 1. august, 2015    | Ronda Rousey vs. Bethe Correia     | UFC 190 | 900,000     |
| 15. november, 2015 | Ronda Rousey vs. Holly Holm        | UFC 193 | 1,100,000   |
| 30. december, 2016 | Amanda Nunes vs. Ronda Rousey      | UFC 207 | 1,100,000   |

## Views on MMA
Rousey har udfordret forestillingen om at MMA skulle være anti-kvindeagtigt. Hun har udtalt, "There are so many ridiculous arguments that MMA is somehow anti-woman. Fighting is not a man's thing, it is a human thing. To say that it is anti-woman is an anti-feminist statement." Nogle journalistser har karakteriseret Rousey som feminist, mens andre har beskrevet hende som "antifeminist".

## Privatliv
I 2018, bor Rousey i Venice i Californien.
Rousey blev veganer efter Beijing 2008, men i 2012 beskrev hun sin daværende diet som "kind of a mix between a Paleo and a Warrior diet", hvor hun prøvede at holde sig til økologisk mad.
Rousey har diskuteret hvordan hun har håndteret sit krops-billede i fortiden og hendes kamp med det. Hun forklarede, "When I was in school, martial arts made you a dork, and I became self-conscious that I was too masculine. I was a 16-year-old girl with ringworm and cauliflower ears. People made fun of my arms and called me 'Miss Man'. It wasn't until I got older that I realized: these people are idiots. I'm fabulous."
Rousey er en stor fan af Dragon Ball Z og Pokémon. Hendes yndlings Pokemon er Mew og hun havde et barndomscrush på Vejita. Christopher Sabat, Vejita's engelske stemmeskuespiller, svarede i sjov i et interview, "She has seen my power level for what it is… She also scares me." Hun spiller også World of Warcraft, primært som night elf hunter.
I februar 2016, i et interview med Ellen DeGeneres indrømmede Rousey at selvmordstanker, gik gennem hendes hoved efter knockout-nederlag til Holly Holm i november 2015.

### Forhold
Rousey var en gang kærester med UFC-kæmperen Brendan Schaub. I august 2015, rygtedes det at Rousey var i et forhold med UFC-kæmperen Travis Browne, der knocketede Schaub i en kamp, det forgående år, efter at billede af de tog optrådte på Twitter og Brownes' eks-kone, Jenna Renee beskyldte de 2 for at se hinanden. Browne var på dette tidspunkt stadig gift og under en efterforskning af UFC efter at Webb offentlig anklagede ham for vold i hjemmet tilbage i juli. Browne confirmed he and Rousey were together in October 2015. The next day, Rousey announced publicly that she was dating Browne.
Den 20. april, 2017, offentliggjorde Rousey og Browne deres forlovelse. Browne friede til Rousey under et vandfald i New Zealand. De blev gift den 28. august, 2017 i Browne's hjemstat Hawaii.